# Nuckolls County
Nuckolls County är ett administrativt område i delstaten Nebraska, USA. År 2010 hade county 4 500 invånare. Den administrativa huvudorten (county seat) är Nelson.

## Geografi
Enligt United States Census Bureau har countyt en total area på 1 492 km². 1 490 km² av den arean är land och 2 km² är vatten.

### Angränsande countyn
- Clay County - norr
- Fillmore County - nordost
- Thayer County - öster
- Republic County, Kansas - sydost
- Jewell County - sydväst
- Webster County - väster